# Кончо (Оклахома)
Кончо (англ. Concho) — неінкорпорована територія поблизу міста Ель-Рено в окрузі Канадіян, штат Оклагома, США. Розташована на північ від індіанської школи-інтернату Кончо. Поштовий офіс у Кончо відкрився 20 квітня 1915 року, поштовий індекс — 73022. Школа та поштовий офіс отримали назву на честь індіанського агента Чарльза Е. Шелла. Кончо є штаб-квартирою племен шайєннів та арапахо.